# Сарысу (Костанайская область)
Сарысу (каз. Сарысу) — село в Джангельдинском районе Костанайской области Казахстана. Входит в состав Жаркольского сельского округа. Код КАТО — 394249200.

## Население
В 1999 году население села составляло 337 человек (183 мужчины и 154 женщины). По данным переписи 2009 года, в селе проживало 338 человек (169 мужчин и 169 женщин).